# 정재건
정재건(鄭在健, 1840년 ~ 1910년)은 조선 말기 관료인, 유학자이다. 1910년 경술국치를 맞았을 때 분을 이기지 못해 국권피탈을 한탄하며 스스로 목숨을 끊었다.

## 생애
1840년 전남 곡성에서 태어났다. 1888년 무자(戊子) 식년시(式年試) 병과(丙科) 1위로 문과에 급제하여, 1892년 부사과(副司果)가 되고, 전적(典籍)을 거쳐, 이듬해 지평(持平)을 지냈다.
1894년, 갑오농민전쟁과 이듬해 을미사변등 시국이 혼란해짐을 보고 사직, 고향에서 학문을 닦았다. 옥과·곡성(谷城)이 합군되어 향교(鄕校)가 폐쇄되자 군내 유생들을 모아 반대하는 상소를 했으나 실패했다. 1910년 대한제국이 일본제국에 병합당하는 경술국치를 맞게 되자 나라의 운명을 한탄하고 자결했다.

## 참고자료
- 독립기념관, 순국 정재건 선생 '절의검'·'유서' 첫 공개
- 한국역대인물 종합정보 시스템[깨진 링크(과거 내용 찾기)]